# 中国国际渔业博览会
中国国际渔业博览会简称渔博览会，每年均在福州市举办。

## 背景
2000年时任福建省省长习近平为了加快福州市的社会经济发展推进创建中国国际渔业博览会。中国国际渔业博览会由中国农业部、福建省政府共同举办的有关海洋经济方面的大型展会。同时该博览会也是亚洲渔业第一大展会。